# Hamburg-Altonaische Bibelgesellschaft
Die Hamburg-Altonaische Bibelgesellschaft (HABG) existierte als zeitweilig druckende und ständig Bibeln verteilende Bibelgesellschaft fast zweihundert Jahre lang (von 1814 bis 2003) auf dem Gebiet der Hansestadt Hamburg und ihrer holsteinischen Nachbarstadt Altona, die erst 1938 im Groß-Hamburg-Gesetz nach Hamburg eingemeindet wurde. Sie war von 1980 bis zu ihrer Auflösung Mitglied der Nordelbischen Bibelgesellschaften. Seit 2020 gibt es eine Neue Hamburger Bibelgesellschaft e.V.

## Internationale und ökumenische Wurzeln
Siegfried Meurer, damaliger Generalsekretär der Deutschen Bibelgesellschaften, schrieb in seinem Grußwort zum 175-jährigen Bestehen der HABG 1989:

„Im Jahre 1814 war Hamburg eine Freie Reichsstadt und Altona gehörte zum Königreich Dänemark. Die von dem Reisepfarrer der BFBS Paterson gegründete Bibelgesellschaft für Hamburg und Altona hat sich bewusst über die staatlichen Grenzen hinweggesetzt. Das war damals ein bedeutender Schritt. Auch der ökumenische Charakter der Bibelgesellschaft verdient besondere Erwähnung, zählten doch Lutheraner, Reformierte, Katholiken, Herrnhuter und Mennoniten zu den Gründern der Bibelgesellschaft. Und wenige Jahre später kamen die englischen Independents hinzu, die in Hamburg eine Gemeinde hatten. Internationale und ökumenische Einstellung hat die HABG in ihren Anfängen also in hervorragender Weise ausgezeichnet.“

## Geschichte
Die Mennoniten in Altona, die Männer aus den alten, bedeutenden Kaufmannsfamilien der Roosen und der van der Smissen, waren an der Gründung interessiert. Schon 1801 und dann noch einmal 1812 war der Sekretär der BFBS, Carl Friedrich Adolf Steinkopf, mit den van der Smissens in Altona zusammengekommen und hatte sie für den Plan einer Altonaer Bibelgesellschaft zu gewinnen gesucht. Es gab aber verschiedene Gründe dafür, einen solchen Plan nur zusammen mit Hamburg zu verwirklichen.

### Gründung
Die führenden Köpfe und treibenden Kräfte bei der Gründung der Hamburg-Altonaischen Bibelgesellschaft im Oktober 1814 waren Friedrich Perthes, Johann Daniel Runge, Ferdinand Beneke und Pastor Johann Heinrich Mutzenbecher. Im Jahre 1815 zählte die neue Bibelgesellschaft bereits 279 Mitglieder und 204 Wohltäter. Auf der Jahresversammlung 1817 stellte Ferdinand Beneke vor dem Hintergrund des Reformationsjubiläums die ökumenische Struktur der neuen Gesellschaft heraus:

„…und die Vereinigung so vieler katholischen und evangelischen Christen zur gemeinschaftlichen Ausbreitung des gemeinschaftlichen Wortes Gottes läßt uns die diesjährige Jubel-Feyer der evangelischen Confession in einer ganz besondern Verklärung erscheinen, so, als ob in Gott gefälligem Frieden und Bruderliebe die verschiedenen Confessionen sich fortan nicht mehr als feindlich getrennt und fremd, sondern nur als geschwisterlich neben und mit einander stehende Formen eines und desselben Christen-Glaubens ansehen…“

Theologiegeschichtlich konsequent wurde die Gründung der Hamburg-Altonaischen Bibelgesellschaft später verstanden als Auftakt für eine:

„…neuartige, in den Freiheitskriegen erwachte und gestärkte, durch den Geist der Romantik befruchtete Frömmigkeit, die sich auflehnte gegen den in Hamburg eingewurzelten und auf den meisten Kanzeln vertretenen Rationalismus.“

### Besonderheiten
Hamburgs Lage machte es wünschenswert, Bibeln auch in den Häfen, auf Schiffen, an Seeleute und Auswanderer verteilen, und zwar Bibeln in fünf verschiedenen Sprachen. Für die katholischen Bürger wurden Neue Testamente der Regensburger Bibelgesellschaft und die Übersetzung von Leander van Eß angeschafft. Der größte Teil der Bibeln ging an Schulen, an Waisenhäuser oder Konfirmanden. Mit dieser Praxis stand die Bibelgesellschaft eher an der Seite der verschiedenen christlichen Wohltätigkeitseinrichtungen für die ärmere Bevölkerung als bei den Missionsgesellschaften, die ja noch in den ersten Anfängen steckten.
Die Gesellschaft kümmerte sich in den darauffolgenden Jahren jedoch auch darum, Hilfsgesellschaften für Bergedorf, Moorfleth und Ritzebüttel zu installieren – mit gewissem Erfolg. Hauptaufgabe für die nächsten Jahre wurde indessen die Herstellung von Bibeln.

#### Bibeldruck
In ihrer Anfangszeit hatte die HABG die Bibeln und Neuen Testamente, die sie unter die Menschen bringen wollte, angekauft, vor allem von der Cansteinschen Bibelgesellschaft aus Halle, auch aus Zwickau und von der BFBS, nämlich solche in andern Sprachen zur Verteilung an Seeleute, 1815 z. B. in Holländisch, Dänisch und Schwedisch. Verhältnismäßig früh, nämlich 1815, haben die Verantwortlichen im Verwaltungsausschuss sich ausgerechnet, dass sie mit einem eigenen Bibeldruck preiswerter davonkämen. Für ein halbes Jahrhundert wurde die HABG daraufhin eine druckende Bibelgesellschaft.
Im Sommer 1817 war der Druck des Neuen Testaments vollendet, 1818 war auch die Vollbibel fertig gedruckt. Die Abrechnung ergab schließlich einen Gewinn für die Bibelgesellschaft.
Noch im gleichen Jahr 1818 wurde ein neuer, zweiter Bibeldruck geplant, wieder 10.000 Exemplare, aber diesmal

„mit dem wiederhergestellten ächt lutherischen Text, … der alle Worte Luthers enthält, in welchem keines ausgelassen, keines hineingeschoben, keines mit einem andern vertauscht worden ist, selbst wenn Luther in einzelnen Fällen unrichtig übersetzt hätte ...“

So weit also reichte die Bevorzugung Luthers in dieser vorgeblich ökumenisch angelegten Bibelgesellschaft. Man ging nicht nur ab vom sonst allgemein anerkannten Halleschen Druck, sondern man unternahm nun eine eigene Textrevision; man legte den „originalen Luther“ in der Fassung der Ausgabe von Adolph Friedrich Meyer (Hamburg 1740) zugrunde. Es ging von Hamburg sogar die Anregung aus, ein solcher „originaler“ Luthertext sollte einheitlich von allen Bibelgesellschaften für alle Bibelausgaben verwendet werden – ein gewichtiger Vorschlag zur Revision der Lutherbibel, dem damals freilich nicht Folge geleistet wurde.
Die Bibelgesellschaft war mit dem Druck dieser Ausgabe (die gedruckte Vollbibel lag erst im März 1821 vor) wirklich einen neuen Weg der Bibeltextgestaltung und der Textrevision gegangen. Es war der Versuch einer Rückkehr zum „originalen Wortlaut“ von Luthers Bibelübersetzung in einer les- und verstehbaren Neufassung.
Eine weitere Auflage dieser Ausgabe mit dem "echten" Luthertext wurde 1822 beschlossen, erschien aber erst im Sommer 1824, diesmal 12.000 Bibeln und 3.500 Neue Testamente umfassend.
1826 begann die Vorbereitung für eine weitere Ausgabe, ausgelegt auf 2.000 Neue Testamente und 12.000 Bibeln. Die 5. Auflage, die wiederum 12.000 Exemplare umfassen sollte (die Auflage wurde später auf 15.000 Exemplare erhöht), erschien 1833. Der Druck der 6. Auflage war 1839 vollendet. Mit dieser Ausgabe war der Versuch einer eigenen Textrevision „zurück zu Luther“ noch eine Stufe weiter vorangebracht worden. Eine weitere und vorerst letzte, 7. Auflage der Bibel und des Neuen Testaments erschien 1846.
Dass die Bibelgesellschaft nach 1846 keine regelmäßigen Neuauflagen der Bibel mehr drucken ließ, war das Resultat der wirtschaftlichen Gegebenheiten. Die Kosten pro Exemplar waren inzwischen so angestiegen, dass man die Bibel der von Cansteinschen Anstalt in Halle für den halben Preis beziehen konnte. 1894 wurde noch einmal ein Neues Testament nebst Psalter von der Gesellschaft gedruckt. Der Psalter in dieser Ausgabe hatte ein eigenes Titelblatt: „Die Psalmen nach der Übersetzung Martin Luthers“. Auf der Rückseite des Titelblatts las man nun: „Abdruck des im Auftrag der Deutschen evangelischen Kirchenkonferenz durchgesehenen Textes.“ Die Versuche einer eigenen Hamburg-Altonaischen Luthertext-Revision waren damit beendet.
Zu ihrem 150. Geburtstag im Jahre 1964 besorgte die HABG den Druck einer Ausgabe der Apostelgeschichte.

#### Auseinandersetzungen um die Druckgestalt der Bibel
Zu Beginn der Tätigkeit der Gesellschaft hatten sich Bedenken hinsichtlich der Druckgestalt der Bibel erhoben. Johann Gottfried Gurlitt, Direktor des Johanneums und ein bedeutender Vertreter des theologischen Rationalismus, hatte zwar an der konstituierenden Sitzung der Bibelgesellschaft teilgenommen, hatte dort aber erklärt, das Alte Testament gehe die Christen nur zu einem geringen Teil etwas an, und außerdem könne er eine Verbreitung von Bibeln ohne Erklärung nicht billigen. Von den Mennoniten in der Bibelgesellschaft waren schon 1814 Bedenken gegen die Kapitelüberschriften erhoben worden, weil sie mit ihren oft einseitigen dogmatischen Erklärungen gegen den Grundsatz der Unparteilichkeit zu verstoßen schienen. Da die Versammlung seiner Auffassung nicht folgen mochte, trat Gurlitt bereits am Tage der Gründung wieder aus.
In Altona hatten schon um die Zeit der Gründung der Bibelgesellschaft die Vorbereitungen für den Druck der „Altonaer Bibel“ des Pastors Nikolaus Funk begonnen, die 1815 erschien und wegen ihrer modernen, rationalistischen und neologischen Anmerkungen von den Pietisten strikt abgelehnt wurde. Diese Bibelausgabe war einer der  Gründe dafür, dass die van der Smissens keine eigene Altonaer Bibelgesellschaft wünschten, sondern sich lieber mit dem Hamburger Luthertum zusammengetan hatten. Die Altonaer hatten befürchten müssen, die rationalistische Funksche Bibel, die bereits die Zustimmung des Generalsuperintendenten Adler besaß, würde sonst die „Normalbibel“ einer solchen Gesellschaft werden.
Indessen hatte Pastor Claus Harms gegen die Altonaer Bibel protestiert, und König Frederik VI. von Dänemark hatte 1817 den Rest der Auflage aufkaufen und aus dem Verkehr ziehen lassen. Pastor Nikolaus Funk trat nach dem Scheitern seines Bibel-Experiments der HABG als Mitglied bei.

### Weitere Entwicklungen im 19. Jahrhundert
Von 1805 bis 1924 war stets der amtierende Altonaer Propst Mitglied im Vorstand.
Die Anzahl der Mitglieder, 1825 noch mit 545 angegeben, war 1856 allerdings auf 213 (und 72 „Wohlthäter“) abgesunken. Eine breite Mitgliederwerbung fand nicht statt.
Der Hamburger Pastor Carl Mönckeberg war es, der im Jahre 1856 und sodann wieder 1870/71 den Plan zu einer Vereinigung sämtlicher deutscher Bibelgesellschaften zu einer einzigen deutschen Haupt-Bibelgesellschaft fasste und auf den damaligen evangelischen Kirchentagen vertrat.

### Entwicklungen im 20. Jahrhundert
1924 hatte sich die Lage verändert und die evangelischen Christen mussten sich von fer Hamburg-Altonaischen Bibelgesellschaft zur Mithilfe an der Bibelverbreitung aufrufen lassen.
Durch ihre Gründung lange vor der reichsgesetzlichen Einführung des Vereinsrechtes war die HABG kein „e.V.“, sondern hatte den Status einer Vereinigung althamburgischen Rechts und unterlag einer unmittelbaren Senatsaufsicht. Vereinigungen althamburgischen Rechts reichen traditionsgemäß dem Senat die Protokolle ihrer satzungsgemäßen Mitgliederversammlungen ein und zeigen ihm personelle Veränderungen ihrer Organe an.
In der Jubiläumsschrift zum 175-jährigen Bestehen der HABG im Jahr 1989 fasste Herwarth von Schade, damaliger Direktor der Nordelbischen Kirchenbibliothek, seinen Abriss der Geschichte der HABG folgendermaßen zusammen:

„Ein Wunder der Zusammenarbeit von Hamburger und Altonaer Bürgern, von Theologen und Laien, von Pietisten und Rationalisten, von Mennoniten und Lutheranern, Reformierten und Katholiken hatte sich ereignet...“

### Kurzes Aufblühen und Ende
Im „Brief aus dem Nordelbischen Bibelzentrum“ vom Advent 2000 berichtete die Pastorin Anke Vagt über ihre Aktivitäten im Auftrag der HABG:

„Inzwischen schon zum dritten Mal fand vom 9.-13. Oktober in der Hamburger Hauptkirche St. Petri die Bibelerlebnisausstellung „Sehen, Hören, Fühlen, Handeln“ statt. Die HABG hatte Schulklassen und Konfirmandengruppen dazu eingeladen, die Bibel mit allen Sinnen zu entdecken. Über 500 Kinder und Jugendliche kamen und hatten die Gelegenheit, im Nomadenzelt dem Erzähler Jochem Westhoff zu lauschen, die Seligpreisungen selbst zu drucken, an biblischen Düften und Essenzen zu schnuppern oder sich mit einer Mönchskutte, mit Tinte und Feder ins Mittelalter zu versetzen. Mit Feuereifer erkundeten die Kids bei einer Rallye die Ausstellung und erfuhren dabei einiges über die Entstehung und Überlieferung der Bibel. In Hamburg keine Selbstverständlichkeit: „Viele Kinder sind zum ersten Mal in einer Kirche“, erzählte eine Lehrerin. „Schön, dass es für sie eine so gute Erfahrung war.“
Um auch die übrigen Besucher der St. Petri Kirche anzusprechen, bot die Ausstellung „Bibel als Comic“ mit Exponaten des bekannten Zeichners Rüdiger Pfeffer parallel zu der „geschlossenen“ Erlebnisausstellung die Möglichkeit, mit der Bibel ins Gespräch zu kommen. Diese Ausstellung gab nicht nur Antworten auf die Frage, wie eigentlich ein Comic entsteht, es waren auch zahlreiche biblische Geschichten – aus dem Lukasevangelium und „David und Saul“ – ins Bild gesetzt. Dass damit ein neuer, ungewöhnlicher Blick auf vermeintlich wohlvertraute biblische Geschichten eröffnet wurde, lässt sich an den unterschiedlichen Reaktionen ablesen: Sie reichten von wütendem Protest bis zu begeisterter Zustimmung. Deutlich wurde jedenfalls: „Bibel als Comic“ lässt so schnell niemanden kalt – aber die nutzloseste Bibel wäre ja auch diejenige, an die man sich gewöhnt hat.
Zu dieser Erkenntnis kamen auch einige der Gesprächsabende, die ebenfalls zum Thema Bibel in der Woche vom 9.-13.10. in St. Petri angeboten wurden. Dabei ging es neben persönlichen und neuen kreativen Zugängen zur Bibel an einem Abend auch um ihre Bedeutung in der russisch-orthodoxen Kirche. Abgeschlossen wurde die Woche schließlich mit einem Zeichenkurs für „Unbegabte“. Bei Rüdiger Pfeffer konnten Interessierte lernen, wie man selbst Comics zur Bibel zeichnet und in der Arbeit mit Kindern und Jugendlichen einsetzt.“

Der Weggang von Anke Vagt und die fehlende Möglichkeit der Wiederbesetzung der Pfarrstelle angesichts der finanziellen Situation der Nordelbischen Kirche löst eine Krise in der HABG aus. Nach mehreren vergeblichen Anläufen zur Wiederbelebung der Hamburg-Altonaischen Bibelgesellschaft, auch unter Beteiligung des damaligen Vorsitzenden der Nordelbischen Bibelgesellschaften Peter Godzik, löste sich der Verein althamburgischen Rechts zum 31. Dezember 2003 auf.

### Neue Hamburger Bibelgesellschaft
Zu Pfingsten im Jahr 2020 wurde in Hamburg von Prädikantinnen und Prädikanten der beiden Hamburger Evangelisch-Lutherischen Kirchenkreise Hamburg-Ost und Hamburg-West/Südholstein die Neue Hamburger Bibelgesellschaft e.V. gegründet. Sie knüpft an die bibelpädagogische Arbeit der alten Hamburg-Altonaischen Bibelgesellschaft von 1814 an.